# Мост Хаджу
Мост Хаджу (перс. پل خواجو‎) — арочный каменный пешеходный мост через реку Зайенде-Руд, является одним из самых знаменитых мостов в городе Исфахан.
Построен на фундаменте старого моста по приказу шаха Аббаса II в 1650 году. С точки зрения архитектурного изящества и отделки моста изразцами он не имеет себе равных и выполняет три функции — средство перехода через реку, плотины и место отдыха.
Мост состоит из двух ярусов, в центре есть павильон для отдыха правителя.

## Технические характеристики
Мост Хаджу имеет 24 арки и его длина составляет 133 метра, в ширину 12 метров. Ширина арки шлюза составляет 7,5 метров, выполнены из кирпича и камней. 21 большой и 26 более мелких впускных и выпускных каналов могут быть закрыты, если необходимо запрудить воду из Зайенде-Руд перед мостом. Таким образом осуществляется орошение многочисленных садов, расположенных выше моста, таких как Си-о-Се Поль («Сад счастья»).
Существующие надписи показывают, что мост был отремонтирован в 1873 году.